# Dragor
Dragor (makedonski: Драгор) rječica je duga svega 32 km koja se nalazi na jugu Sjeverne Makedonije. 
Njezin vodotok je danas gotovo cijeli u okviru grada Bitolja. Rijeka se formira od dviju pritoka; Sapunčice i Ezerske reke, koje svoje izvorište imaju na Baba-Planini. 
Dragor je desni pritok Crne reke.

## Vanjske poveznice
|  | Zajednički poslužitelj ima još gradiva o temi Dragor |